# David Kahn (homme d'affaires)
Pour les articles homonymes, voir Kahn.
David Kahn (né le 28 juillet 1961 à Portland) est un avocat, journaliste, commentateur sportif et homme d'affaires américain.
Il est l'ancien président des opérations de basket-ball pour les Timberwolves du Minnesota de la National Basketball Association (NBA), succédant à ce poste à Kevin McHale. Il avait aussi travaillé pour les Pacers de l'Indiana.
Depuis 2018, il est président du Paris Basketball en France.